# Tunip
Tunip fue una ciudad-estado de Siria, nombrada por primera vez en los textos egipcios y habitualmente en los hititas. Su situación no se conoce. Lo más probable es que se encontrara en el valle medio del río Orontes, al sur del Ghab. La ciudad estaba "a dos días de marcha de Nuhase" y Nuhase, al sur de Alepo, ocupaba la parte norte del medio Orontes. Algunas inscripciones egipcias la sitúan en la tierra de Amurru. 
La ciudad aparece ya mencionada hacia 1900 a. C. como una de las ciudades con las que Egipto comerciaba en tiempos de Amenemhat II, según indican los "libros de los días" egipcios.
Hacia 1500 el rey de Tunip se convirtió en vasallo de Mitani.
Tutmosis III habla de un cabo de Kheta, en la tierra de Alepo, al norte de Tunip. Desde Irqata, cerca de Samur, ciudades cercanas a la moderna Tartus, los egipcios ocuparon Tunip hacia la mitad del siglo XV a. C. En esta época Tunip era el poder dominante al norte de Siria, y las ciudades de Ullaza, Samur, Irqata y Ardata, conquistadas por Egipto, le pertenecían. El otro poder era el reino de Kadesh. Las conquistas egipcias no pudieron ser respondidas por Mitanni, y finalmente se confirmaron mediante un tratado.
Hacia 1400 a. C. un tratado entre los reyes Ir-Addu (Ir-Dim) de Tunip y Niqmepa de Alalakh sitúa Tunip con frontera con Alalakh; Tunip estaría al sur del río Ghab, en el valle medio del Orontes. Tunip estaba a dos días de marcha de Nuhashe, un reino del norte de Siria, al sur de Alepo y al norte del Orontes medio.
Ramsés II dice que conquistó Dapur, ciudad de la región de Tunip en la tierra de Naharin; Dapur estaba en la tierra de Amurru, y por tanto Tunip estaría también en Amurru, y en este caso la única posición factible es Tell Asharneh. Esto fue puesto en duda por el hallazgo de un documento en Baalbek escrito en caracteres cuneiformes que llevaba el nombre de Baal Tunip, reforzando la teoría de Velikovsky que identificaba Tunip con Baalbek, pero esta identificación tiene hoy en día muy pocos seguidores.
La ciudad fue destruida en 721 a. C. por el rey asirio Sargón II, y quedó abandonada hasta tiempos de la primera cruzada, al inicio del siglo XII, cuando se estableció una guarnición militar de observación de los cruzados hacia 1109, y se construyeron algunos almacenes, torres de observación y cuarteles, controlando la ciudad de Apamea más al sur, y vigilando a los árabes que dominaban el cercano castillo de Qalat Sheizar.